# Nadzeja Astapčuk
Nadzeja Mikalaeûna Astapčuk, accreditata come Nadezhda Ostapchuk dalla World Athletics (in bielorusso Надзея Мікалаеўна Астапчук?, in russo Наде́жда Никола́евна Остапчу́к?, Nadežda Nikolaevna Ostapčuk; Stolin, 12 ottobre 1980), è una pesista bielorussa.

## Biografia
Il 6 agosto 2012 vince la medaglia d'oro ai Giochi della XXX Olimpiade di Londra con la misura di 21,36 metri sopravanzando la campionessa olimpica uscente Valerie Adams e la russa Evgenija Kolodko, ma una settimana dopo, al termine della manifestazione, il CIO comunica la sua squalifica per doping a causa della presenza di un anabolizzante, il metenolone, in entrambi i campioni di sangue analizzati e prelevati il giorno precedente e il giorno stesso della gara.
L'8 marzo 2013 viene di nuovo trovata positiva ad un test antidoping a due sostanze proibite: formestane e 4-Hydroxytestosterone.
In questo caso però si tratta analisi postume su campioni di urine prelevati 8 anni prima, ai mondiali di Helsinki 2005 che la videro vincere il titolo nel getto del peso.
Trattandosi della seconda positività al doping ha subito una squalifica dalle competizioni di 4 anni.
Non è stata comunque l'unica atleta ad essere stata trovata positiva a questi controlli antidoping postumi, dopo il caso Jurij Bilonoh alle Olimpiadi di Atene 2004, ai controlli su Helsinki 2005 sono stati trovati positivi anche: il finalista nel getto del peso maschile Andrėj Michnevič, il vincitore del lancio del martello maschile Ivan Cichan, la vincitrice del lancio del martello femminile Ol'ga Kuzenkova, l'argento nel martello maschile Vadzim Dzevjatoŭski e l'argento nel salto in lungo femminile Tat'jana Kotova.
In seguito a questa squalifica sono stati annullati tutti i suoi risultati dal 13 agosto 2005 al 12 agosto 2007 perdendo quindi anche l'argento europeo conquistato a Göteborg nel 2006.

## Record nazionali
Seniores
- Getto del peso: 21,09 m ( Minsk, 21 luglio 2005)
- Getto del peso indoor: 20,56 m ( Minsk, 24 febbraio 2003)

## Palmarès
| Anno | Manifestazione  | Sede        | Evento         | Risultato | Prestazione | Note                                     |
| ---- | --------------- | ----------- | -------------- | --------- | ----------- | ---------------------------------------- |
| 1998 | Mondiali U20    | Annecy      | Getto del peso | Oro       | 18,23 m     | Miglior prestazione personale            |
| 1999 | Europei U20     | Riga        | Getto del peso | Oro       | 18,20 m     |                                          |
| 2000 | Europei indoor  | Gand        | Getto del peso | 6ª        | 18,65 m     |                                          |
| 2001 | Mondiali indoor | Lisbona     | Getto del peso | Argento   | 19,24 m     | Miglior prestazione personale            |
| 2001 | Europei U23     | Amsterdam   | Getto del peso | Oro       | 19,73 m     | Record dei campionati                    |
| 2001 | Mondiali        | Edmonton    | Getto del peso | 7ª        | 18,98 m     |                                          |
| 2002 | Europei         | Monaco      | Getto del peso | 5ª        | 19,07 m     |                                          |
| 2003 | Mondiali indoor | Birmingham  | Getto del peso | Argento   | 20,31 m     |                                          |
| 2003 | Mondiali        | Saint-Denis | Getto del peso | Argento   | 20,12 m     | Miglior prestazione personale            |
| 2004 | Mondiali indoor | Budapest    | Getto del peso | 7ª        | 18,33 m     |                                          |
| 2004 | Giochi olimpici | Atene       | Getto del peso | Bronzo    | 19,01 m     | [ 5 ]                                    |
| 2005 | Europei indoor  | Madrid      | Getto del peso | Oro       | 19,37 m     | Miglior prestazione personale stagionale |
| 2005 | Mondiali        | Helsinki    | Getto del peso | dq        | dq          | [ 6 ]                                    |
| 2006 | Mondiali indoor | Mosca       | Getto del peso | dq        | dq          | [ 7 ]                                    |
| 2006 | Europei         | Göteborg    | Getto del peso | dq        | dq          | [ 8 ]                                    |
| 2007 | Mondiali        | Osaka       | Getto del peso | dq        | dq          |                                          |
| 2008 | Mondiali indoor | Valencia    | Getto del peso | dq        | dq          |                                          |
| 2008 | Giochi olimpici | Pechino     | Getto del peso | dq        | dq          |                                          |
| 2010 | Mondiali indoor | Doha        | Getto del peso | dq        | dq          |                                          |
| 2010 | Europei         | Barcellona  | Getto del peso | dq        | dq          |                                          |
| 2011 | Mondiali        | Taegu       | Getto del peso | dq        | dq          |                                          |
| 2012 | Mondiali indoor | Istanbul    | Getto del peso | dq        | dq          |                                          |
| 2012 | Giochi olimpici | Londra      | Getto del peso | dq        | dq          | [ 9 ]                                    |